# Žiga Župan Oreskovič
Žiga Župan Oreskovič (3 giugno 2003) è uno sciatore alpino sloveno.

## Biografia
Attivo dal novembre del 2019, Žiga Župan Oreskovič non ha esordito in Coppa Europa o in Coppa del Mondo e non ha preso parte a rassegne olimpiche o iridate.

## Palmarès

### Campionati sloveni
- 3 medaglie:
  - 1 argento (slalom speciale nel 2025)
  - 2 bronzi (slalom speciale nel 2021; slalom speciale nel 2024)